# 雜藏
雜藏（梵語：Kṣudraka-piṭaka），是經藏中除四阿含外的諸類雜經，以偈頌為主，又稱少分阿含、雜類阿笈摩（梵語：Kṣudrakāgama），南傳上座部稱為小部（巴利語：Khuddakanikāya）。

## 定義
法藏部、化地部和大眾部等律藏中，記載第一次集結集出雜藏，為經藏五阿含中的一部，是以偈頌為主的諸類雜經，包含：
- 法句（Dharmapada）、自說/出曜（Udāṇa）、本事/如是語（Ityuktaka）、義品（英语：Aṭṭhakavagga and Pārāyanavagga）（Arthavargīya）、彼岸趣（英语：Aṭṭhakavagga and Pārāyanavagga）（Pārāyaṇa）、犀角偈（英语：Rhinoceros Sutra）/麟頌（Khaḍgaviṣāṇa-gāthā）、長老偈（英语：Theragatha）（Sthaviragāthā）、長老尼偈（英语：Therigatha）（Sthavirīgāthā）等讚頌法義的詩偈；
- 本生（Jātaka）、本行/本起/譬喻（Avadāna）、往古/本行/本事/過去因緣（梵語：Pūrvayoga，巴利語：Pubbayoga）[7]等頌揚佛教賢聖前生因緣的故事；
- 銅鍱部的律注中，其雜藏還包含了義釋、無礙解道這類屬於優波提舍、阿毗達磨的作品，法藏部的四分律亦指出其雜藏包含優婆提舍經和雜難經。

說一切有部的《順正理論》指出雜藏是經藏的差別（意為雜藏是經藏同類衍生而有別異），三藏是經藏、律藏、論藏，不在三藏之外別立雜藏。
《大唐西域記》、《三論玄義》記載大眾部傳說大迦葉尊者發起第一次集結時，無法參與的大眾，於窟外集結集出「經律論三藏以及雜集藏、禁呪藏」，將雜藏別立於三藏之外。《增壹阿含經·序品》在三藏外別立雜藏。其註釋《分別功德論》解釋雜藏為「非一人說：或佛所說、或弟子說，或諸天讚誦，或說宿緣、三阿僧祇菩薩所生，文義非一，多於三藏，故曰雜藏」，將義深玄邃、述說菩薩乘的方廣經，別立為菩薩藏，計為五藏。
《大智度論》同時記載三藏和四藏之說，雜藏是四種法藏之一。《成實論》既稱三藏，亦列名「修多羅（經藏）、比尼（律藏）、阿毘曇（論藏）、雜藏、菩薩藏」。

## 歷史
雜藏主要是來自偈頌（歌詠）等文類的經典集合。十二分教的修多羅大多已集結至四阿含內，而其餘未入四阿含的佛語，或是佛所說偈、或是弟子所說偈、或是諸天讚誦、或說過去因緣、或是菩薩本生，因為文義繁多不一，就集為雜藏。《俱舍論》等稱為少分阿含、雜類阿笈摩，南傳上座部稱為小部、小尼迦耶。
《根本說一切有部毘奈耶雜事》、《大智度論》，所記載的第一次集結，未提到雜藏，只記載四阿含集為經藏。不過，說一切有部仍然有雜藏部類，只是未必與三藏等量齊觀。印度發現的梵文本《俱舍論》中提到 Kṣudrakāgama 的稱呼 ，引用了「為波遮利/婆拕梨（Badarī）婆羅門所說偈」，說一切有部與經量部文獻也經常提及《憂陀那》等被歸為雜藏的經典，顯示在說一切有部與經量部中保有自己的雜藏。在1961年出版了在土耳其斯坦發現的梵語《長老偈》殘葉，屬於說一切有部的傳統。
雜藏的內容有古有新。小部《經集》中的〈犀角經〉、〈牟尼經〉是有名的偈頌，在不同部派中都有提到，據信應該來自很古的時代；但也有部派佛教時期才編入的著作，不能一概而論。 
漢傳大藏經的雜藏，是從不同部派中分散譯出。法義偈頌類的，如《法句經》、《出曜經》、《本事經》、《義足經》、《天請問經》等。法義偈頌類的諸偈頌，又或見於經律論三藏，為其引用，如《瑜伽師地論》的體義伽他。因緣故事類的，如《鬼問目連經》、《五百弟子自說本起經》、《興起行經》、《太子慕魄經》、《太子須大拏經》、《金色王經》、《生經》、《辟支佛因緣論》等 。此類別的故事，亦見於《六度集經》、《菩薩本生鬘論》、《菩薩本行經》、《菩薩本緣經》、《撰集百緣經》、《賢愚經》、《雜寶藏經》、《中本起經》、《過去現在因果經》、《佛本行集經》等本緣部經及律藏中講述過去因緣的段落。阿毗達磨等論書類的，如《陰持入經》、《那先比丘經》、《惟曰雜難經》等。